# 纺织和装饰艺术博物馆
纺织和装饰艺术博物馆（Musée des Tissus et des Arts décoratifs）是法国里昂的一座博物馆，位于里昂第二区的两座18世纪公馆内，下设两个独立的博物馆：纺织博物馆（Musée des Tissus）和装饰艺术博物馆（Musée des arts décoratifs），但是统一管理。

## 历史
纺织和装饰艺术博物馆成立于1864年，拥有最大规模的国际纺织品收藏之一，达250万件。收藏跨越4000年历史，从古代到现在，涵盖广阔的技术领域，以及世界上所有的地理区域。尤其是里昂丝绸业的历史得到很好的体现。
装饰艺术博物馆拥有许多不同领域的作品：陶器，家具，饰品，绘画，雕塑等。